# Legio XI
Legio XI (XI легіон) — римський легіон часів занепаду Римської республіки. Мав прізвисько Галльський.

## Історія
Створений у 58 році до н. е. Гаєм Юлієм Цезарем під час Галльської війни. Брав участь у війні з гельветами того ж року, у 57 році до н. е. був в поході проти племені нервіїв. Разом з іншими легіонами бився при Аваріку та Алезії 52 року до н. е., де завдано вирішальної поразки союзу галльських племен на чолі із Верцингеторіксом. У 51 році до н. е. застосовувався для підкорення племен белловаків, авлерків, атребатів, калетів, амбіанів.
У 49 році до н. е. зберіг вірність Цезарю з початком війни із Гнеєм Помпеєм Великим. У 48 році до н. е. був учасником битв при Діррахіумі та Фарсалі. У 45 році до н. е. ветерани отримали землю в Цізальпійській Галлії, де заснували колонію Бовіанум Ундекиманорум (сучасне м. Бойано), а сам легіон припинив існування.
У 42 році до н. е. відновлений Октавіаном як XI Клавдіїв легіон.